# JŽ serija 97
JŽ serija 97 je serija uskotračnih lokomotiva Jugoslavenskih željeznica. Za vrijeme Austrougarske nosile su naziv BHStB IIIc. Proizvodila ih je tvrtka Lokomotivfabrik Floridsdorf. U vremenu od 1894. do 1919. proizvedeno je 38 komada. Prometovala je u Bosni i Hercegovini na pruzi Sarajevo – Ploče te na pruzi Lašva – Travnik. Lokomotiva je bila opremljena zupčanicom po sustavu Romana Abta te tako namijenjena savladavanju teških uspona koji su u tu svrhu imali ugrađenu treću nazubljenu tračnicu.
Sačuvana su 4 primjerka: 
- u dvorištu Zavičajnog muzeja u Travniku (oznaka 97-036),[2]
- u Lokweit Railway Museum u Njemačkoj (oznaka 97-019),[3]
- u muzeju parnih lokomotiva u Ljubljani (oznaka 97-028)[4] i
- u privatnom klubu u Frojachu (Austrija) (oznake 97-029).[5]

## Tehničke karakteristike
- Graditelj: Lokomotivfabrik Floridsdorf
- Godina izgradnje: 1894. – 1919.
- Osovinski raspored: C2st ZZn4
- Širina kolosijeka: 760 mm
- Instalirana snaga: 300 KS
- Dužina: 10143 mm
- Visina: 3460 mm
- Najveća brzina: 30 km/h (15 km/h sa zupčanicom)

## Vanjske poveznice
- Locomotives of the Club 760  Arhivirana inačica izvorne stranice od 23. rujna 2015. (Wayback Machine) (engl.) (pristupljeno 12. kolovoza 2014.)
- The Ivan Pass in 1966 by Helmut Dahlhaus (engl.) (pristupljeno 12. kolovoza 2014.)